# أندرو كونولي
أندرو كونولي (بالإنجليزية: Andrew Connolly)‏ هو ممثل أيرلندي، ولد في 30 نوفمبر 1965 في دبلن في جمهورية أيرلندا.

## أعمال

### مسلسلات
- تشاك

## وصلات خارجية
- أندرو كونولي على موقع IMDb (الإنجليزية)
- أندرو كونولي على موقع ألو سيني (الفرنسية)
- أندرو كونولي على موقع أول موفي (الإنجليزية)
- أندرو كونولي على موقع قاعدة بيانات برودواي على الإنترنت (الإنجليزية)
- أندرو كونولي على موقع قاعدة بيانات الأفلام السويدية (السويدية)
- أندرو كونولي على موقع قاعدة بيانات الفيلم (الإنجليزية)
- أندرو كونولي على موقع كينوبويسك (الروسية)